# Moses Ndiema Kipsiro
Moses Ndiema Kipsiro (Chesimat, 2 de setembre 1986) és un atleta ugandès especialista en curses de fons.
És especialista en la prova de 5000 metres llisos. Guanyà la medalla de bronze al Campionat del Món d'atletisme de 2007 d'Osaka. Fou segon al Campionat del Món de camp a través del 2009, amb un temps de 35:04 minuts. Al Super Grand Prix Herculis de Mònaco del 2009 va batre el rècord d'Uganda dels 3000 metres amb un temps de 7:30.95 minuts.

## Resultats
Jocs Olímpics
2008 - Pequín, 4t en 5.000 m
Campionat del Món d'atletisme
2005 - Hèlsinki, 12è a la sèrie 2 en 5.000 m
2007 - Osaka,  3r en 5.000 m
Campionat del Món de camp a través
2006 - Fukuoka, 29è en cursa curta
2006 - Fukuoka, 23è en cursa llarga
2009 - Amman, 2n en cursa llarga
Golden League de la IAAF
2007 - Brussel·les,  3r en 5.000 m
2007 - Zúric,  3r en 3.000 m
2007 - París,  1r en 3.000 m
Grand Prix de la IAAF
2005 - Zagreb,  1r en 3.000 m
2007 - Mònaco,  2n en 3.000 m
Jocs de la Commonwealth
2006 - Melbourne, 7è en 5.000 m
Campionat d'Àfrica
2006 - Bambous,  2n en 5.000 m
2006 - Bambous,  1r en 10.000 m
Jocs Panafricans
2007 - Alger,  1r en 5.000 m
Altres curses
2005 - Cork, 2n al Cork City Sports 3.000 m
2005 - Trier, 1r a la cursa d'any nou
2006 - Trier, 1r a la cursa d'any nou
2006 - Guyan-Mestras, 1r al Cross Sud Ouest
2006 - Fontenay Les Briis, 1r al RATP Cross Country
2006 - Cork, 2n al Cork City Sports 3.000 m
2006 - Solihull, 1r al BMC Solihull 5.000 m
2006 - Brazzaville, 3r en 3.000 m
2006 - Belfast, 2n al Belfast International Cross Country
2007 - Trier, 1r a la cursa d'any nou
2007 - Cork, 1r al Cork City Sports 3.000 m
2007 - Uganda, 2n al Campionat d'Uganda de camp a través
2007 - Le Mans, 2n al Cross Ouest France
2007 - Belfast, 1r al Belfast International Cross Country
2008 - Sevilla, 1r al Cross Internacional de Itálica
2008 - Belfast, 1r al Belfast International Cross Country

## Millors marques
| Distància | Marca    | Data             | Seu                  |
| --------- | -------- | ---------------- | -------------------- |
| 1500 m    | 3:37.6   | 14 Juny 2008     | Watford, Regne Unit  |
| 3000 m    | 7:30.95  | 28 Juliol 2009   | Mònaco               |
| 5000 m    | 12:50.72 | 14 Setembre 2007 | Brussel·les, Bèlgica |
| 10000 m   | 28:03.46 | 13 Agost 2006    | Bambous, Maurici     |